# 條痕跡

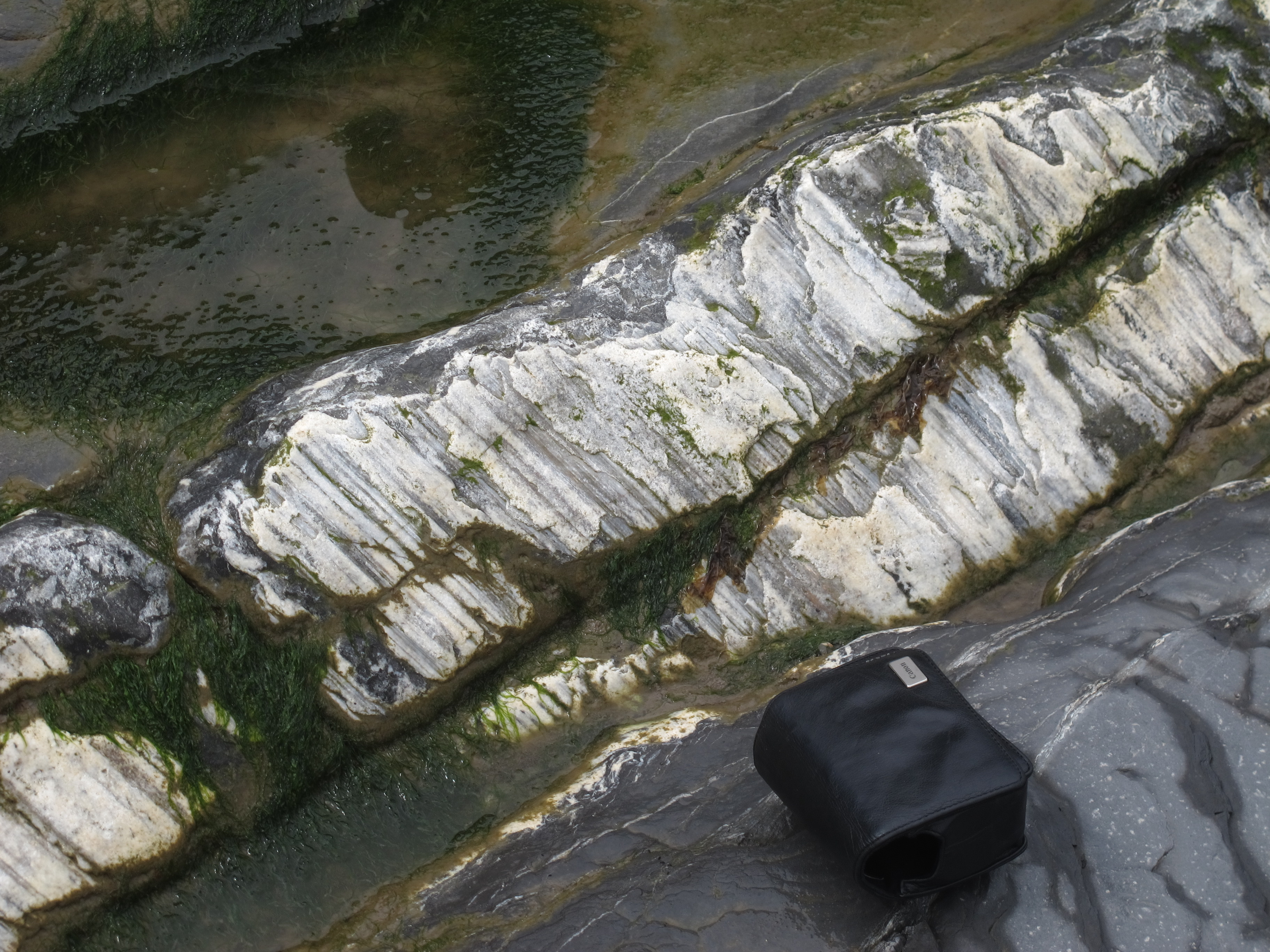
英國 Kilve附近的斷層表面上的
擦痕面

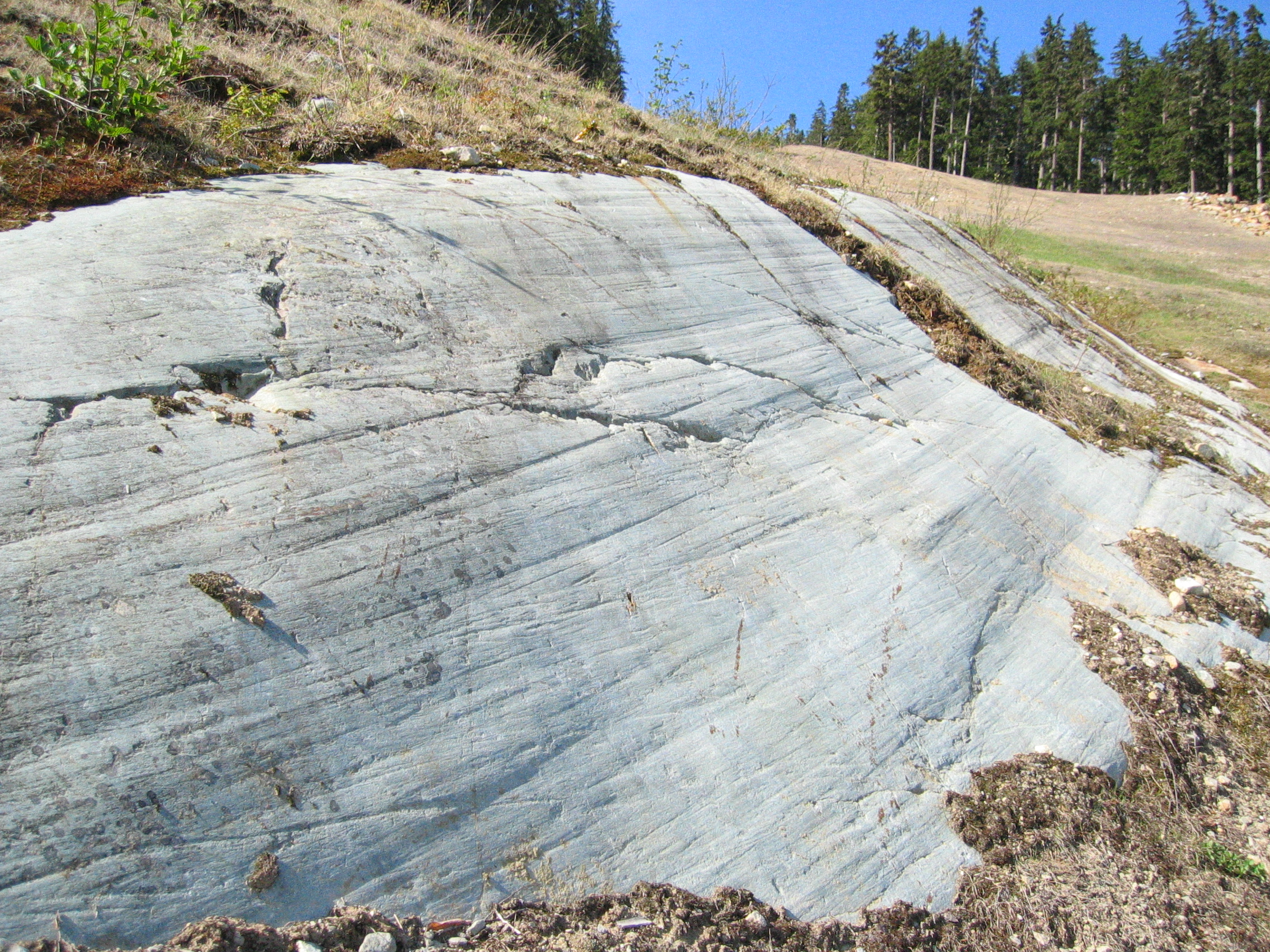
加拿大的冰川擦痕

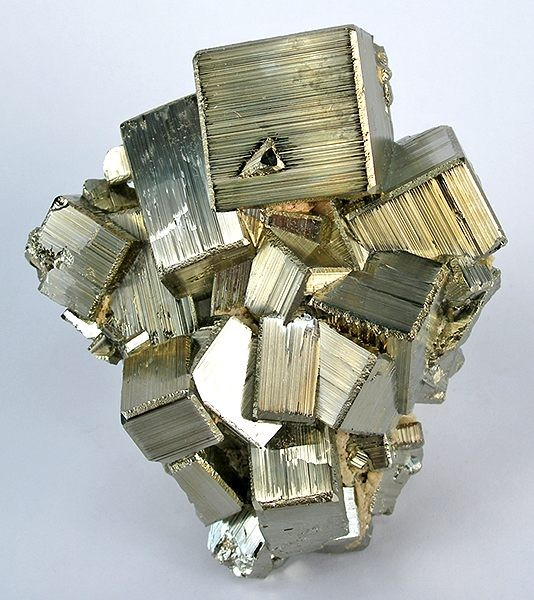
黃鐵礦晶體上的條痕跡

條痕跡（英語：Striation）是經由地質作用在岩石或礦物表面形成的凹槽。
在構造地質學中，條痕跡是由斷層運動產生的線性溝槽或線性標記。它的方向揭示了斷層面的運動方向。
類似的條痕跡有冰川擦痕，以及由水下滑坡引起的條痕跡。
條痕跡也可以是一種生長模式或礦物習性，看起來像一組在晶體表面的髮線凹槽，例如黃鐵礦、長石、石英、電氣石、輝銅礦和閃鋅礦等均有。

### 冰川擦痕
冰川擦痕通常是多條的、筆直的、平行的，是冰川使用嵌入冰川底部的岩石碎片和沙粒所切割。 冰川底部常攜帶的大量粗礫石和巨石能提切割槽狀的凹槽。 底部的較細沉積物能沖刷和拋光基岩表面，形成冰川路面。 冰本身的硬度不足以有效地磨損基岩而改變岩石的形狀。

### 擦痕面
斷層面亦有條痕跡，稱為擦痕面，是在光滑、拋光的表面上的，均勻線條疤痕。是斷層運動的方向指標